# Ermida de Santo António (Santa Cruz da Graciosa)

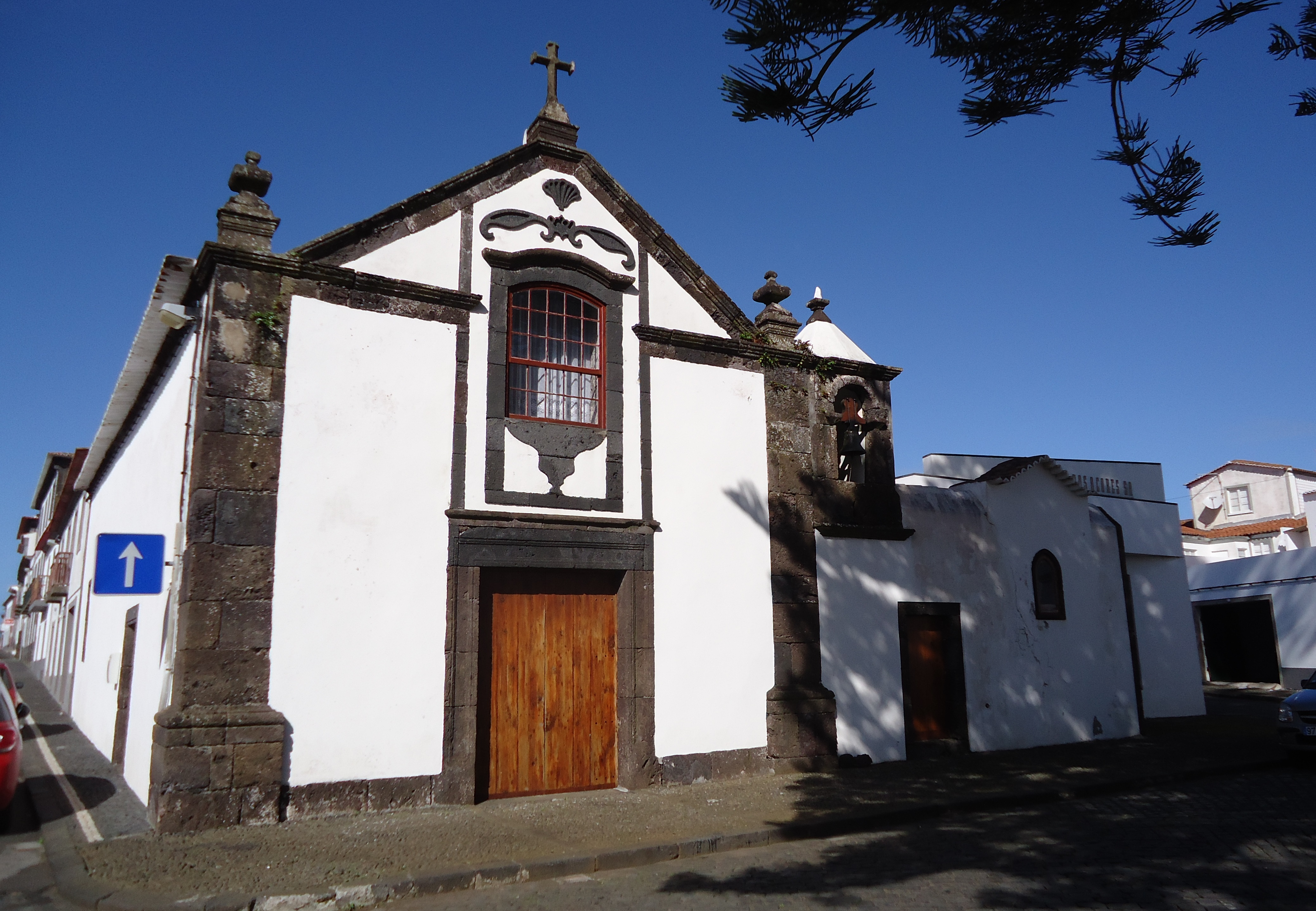
Ermida de Santo António, Santa Cruz da Graciosa.

A Ermida de Santo António localiza-se no largo de Santo António, na vila, freguesia e concelho de Santa Cruz da Graciosa, na ilha Graciosa, na Região Autónoma dos Açores.
Erguida no século XVII, constitui-se em um templo de pequenas dimensões, de uma só nave implantada num gaveto e virada a um largo triangular.